# Hannes Anier
Hannes Anier (Tallinn, 5 november 1985) is een Estische voetballer die bij voorkeur als aanvaller speelt. Hij is een jongere broer van Henri Anier.

## Interlandcarrière
Anier speelde in 2014 vier interlands voor het Estisch voetbalelftal. Hij maakte zijn debuut tegen IJsland op 4 juni 2014. Hij maakte zijn eerste en enige doelpunt tegen Tadzjikistan drie dagen later.
| Interlands van Hannes Anier voor Estland | Interlands van Hannes Anier voor Estland | Interlands van Hannes Anier voor Estland | Interlands van Hannes Anier voor Estland | Interlands van Hannes Anier voor Estland | Interlands van Hannes Anier voor Estland |
| No.                                      | Datum                                    | Wedstrijd                                | Uitslag                                  | Competitie                               | Bijz.                                    |
| ---------------------------------------- | ---------------------------------------- | ---------------------------------------- | ---------------------------------------- | ---------------------------------------- | ---------------------------------------- |
| 1.                                       | 4 juni 2014                              | IJsland – Estland                        | 1 – 0                                    | Vriendschappelijk                        |                                          |
| 2.                                       | 7 juni 2014                              | Estland – Tadzjikistan                   | 2 – 1                                    | Vriendschappelijk                        | Goal                                     |
| 3.                                       | 18 november 2014                         | Estland – Jordanië                       | 1 – 0                                    | Vriendschappelijk                        |                                          |
| 4.                                       | 27 december 2014                         | Qatar – Estland                          | 3 – 0                                    | Vriendschappelijk                        |                                          |